# Compression (physique)
Pour les articles homonymes, voir Compression.

La compression uniaxiale.

En mécanique, la compression est l'application de forces équilibrées vers l'intérieur (« pousser ») à différents points sur un matériau ou une structure, c'est-à-dire des forces sans somme nette ou couple dirigé de manière à réduire sa taille dans une ou plusieurs directions. C'est le contraire de la tension, ou traction, qui est l'application de forces équilibrées vers l'extérieur (« tirant ») ; et des forces de cisaillement, dirigées de manière à déplacer les couches du matériau parallèlement l'une à l'autre. La résistance à la compression des matériaux et des structures est une considération d'ingénierie importante.

## Axes
En compression uniaxiale, les forces sont dirigées dans une seule direction, de sorte qu'elles agissent en vue de la diminution de la longueur de l'objet le long de cette direction. Les forces de compression peuvent également être appliquées dans de multiples directions, par exemple vers l'intérieur le long des bords de l'assiette ou sur tout le côté de la surface d'un cylindre, de manière à réduire sa région (compression biaxiale), ou vers l'intérieur sur toute la surface d'un corps, de manière à réduire son volume.
Techniquement, un matériau est dans un état de compression à un point spécifique et le long d'une direction spécifique {\displaystyle x} si la composante normale du vecteur de contrainte à travers une surface avec la direction normale {\displaystyle x} est dirigée à l'opposé de {\displaystyle x}. Si le vecteur de contrainte est lui-même à l'opposé de {\displaystyle x} le matériau est dit être sous la normale de compression ou de pure contrainte de compression le long de {\displaystyle x}. Dans un solide, la quantité de compression dépend en général de la direction {\displaystyle x} et le matériau peut être comprimé le long de certains axes et sous traction dans d'autres. Si le vecteur de contrainte est purement compressif et a le même ordre de grandeur pour toutes les directions, le matériau est dit être sous compression isotrope ou compression hydrostatique à ce point. C'est le seul type de compression statique que les liquides et les gaz peuvent supporter.
Dans une onde mécanique longitudinale, ou des ondes de compression, la moyenne est déplacée dans la direction de la  vague, résultant en zones de compression et de raréfaction.

## Effets
Lorsqu'il est mis sous compression (ou tout autre type de contrainte), tout matériau souffre d'une certaine déformation, même imperceptible, qui provoque la modification des positions moyennes relatives des atomes et des molécules. La déformation peut être permanente, ou peut être inversée lorsque les forces de compression disparaissent. Dans ce dernier cas, la déformation donne lieu à des forces de réaction qui s'opposent aux forces de compression, et peuvent s'équilibrer.
Les liquides et les gaz ne peuvent pas supporter de compression uniaxiale ou biaxiale, ils se déforment rapidement et de façon permanente et ne vont pas opposer de force de réaction permanente. Cependant, ils peuvent supporter la compression isotrope, et peuvent être comprimés momentanément d'autres façons, par exemple une onde sonore.

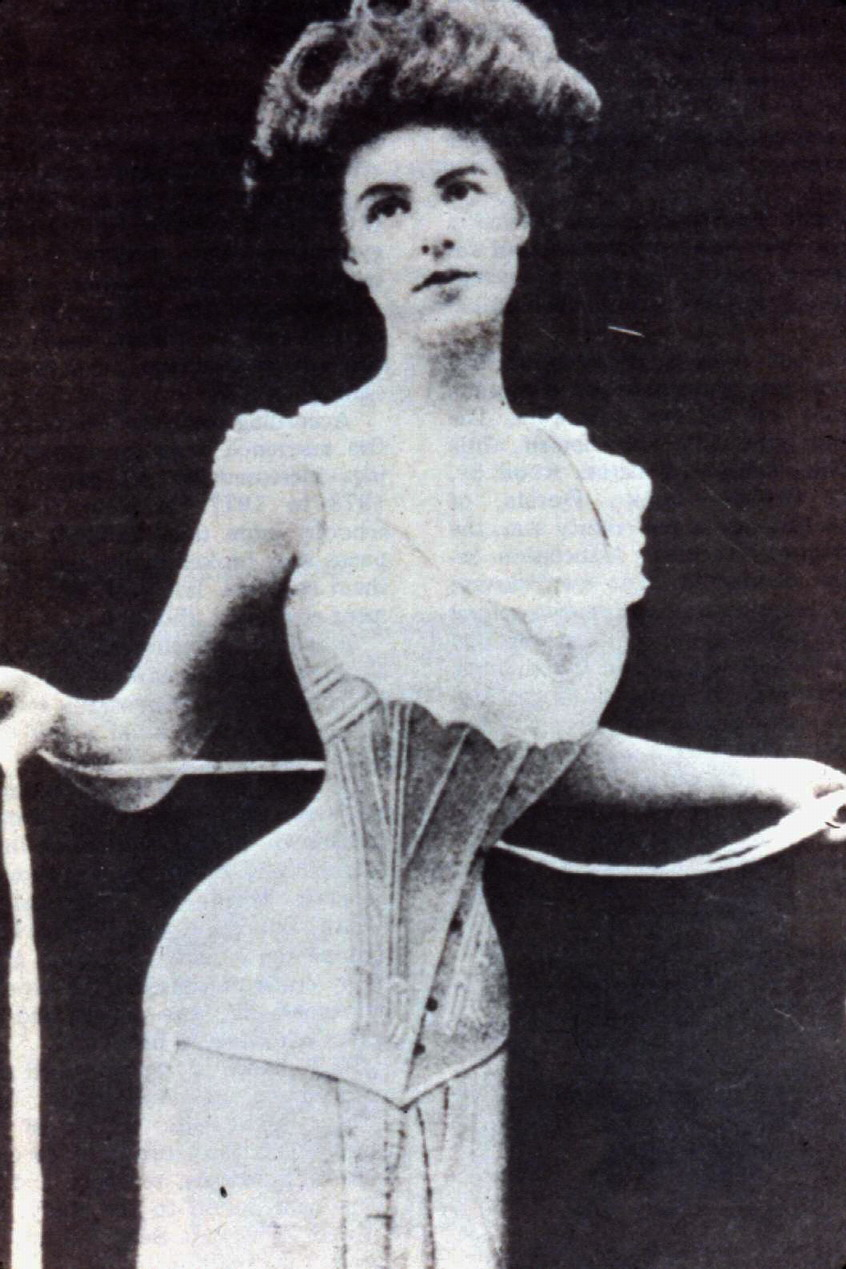
Serrer un corset applique la compression biaxiale à la taille.

Chaque matériau ordinaire va contracter son volume lorsque soumis à une compression isotrope, se contracter en section transversale lorsque soumis à une compression biaxiale uniforme, et se contracter en longueur lorsque soumis en compression uniaxiale. La déformation peut ne pas être uniforme et peut ne pas être alignée avec les forces de compression. Ce qui se passe dans les directions où il n'y a pas de compression dépend du matériau. La plupart des matériaux se développent dans ces directions, mais certains matériaux spéciaux restent inchangés ou même se contractent. En général, la relation entre la contrainte appliquée à un matériau et la déformation qui en résulte est un thème central de la mécanique des milieux continus.

## Usages

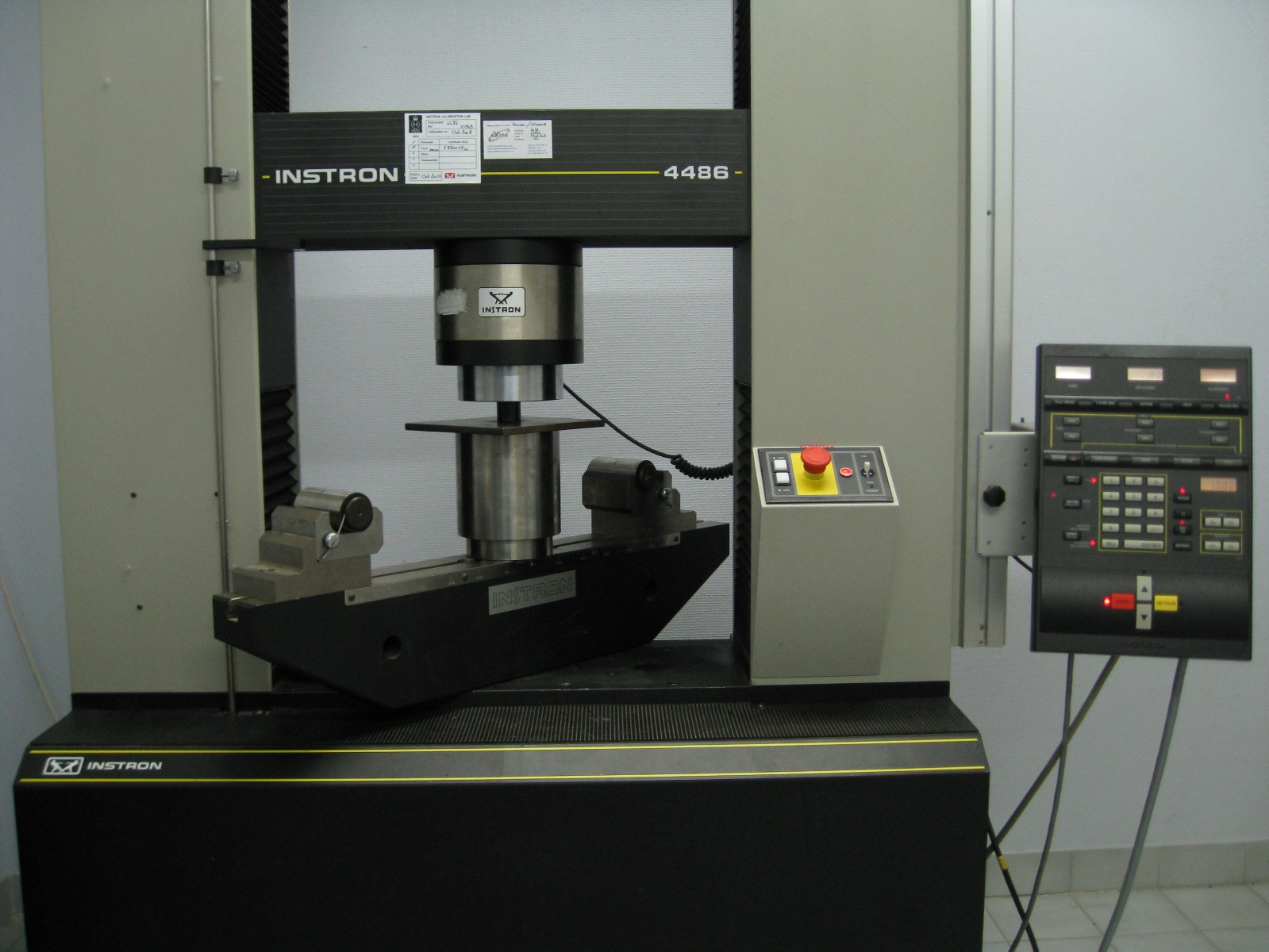
Essai de compression sur une machine d'essai universelle.

En induisant la compression, les propriétés mécaniques telles que la résistance à la compression ou le module d'élasticité peuvent être mesurées.
Les machines de compression vont de la gamme de la très petite à poser sur une table, jusqu'aux systèmes de plus de 53 MN de capacité.
Les gaz sont souvent stockées et expédiés sous forme hautement compressés, pour économiser de l'espace. L'air légèrement comprimé ou d'autres gaz sont également utilisés pour remplir des ballons, des bateaux pneumatiques et autres structures gonflables. Les liquides comprimés sont utilisés dans l'équipement hydraulique et dans le domaine de la fracturation hydraulique.

## Dans les moteurs

### Moteurs à combustion interne
Dans les moteurs à combustion interne, le mélange explosif est comprimé avant d'être enflammé ; la compression améliore l'efficacité du moteur. Dans le cycle d'Otto, par exemple, la deuxième course du piston (montante) compresse la charge qui a été injectée dans le cylindre par la première course du piston (descendante).

### Moteurs à vapeur
Le terme est appliqué à l'arrangement par lequel la soupape d'échappement d'un moteur à vapeur se pose, fermant une partie de l'échappement de la vapeur dans le cylindre, avant que la course du piston ne soit complète. Cette vapeur d'eau est comprimée lorsque la course est terminée, un coussin est formé contre lequel le piston fonctionne alors que sa vitesse est rapidement réduite, et donc les contraintes dans le mécanisme en raison de l'inertie des pièces sont moindres. Cette compression, de plus, évite les chocs qui pourraient être causées par l'admission de la vapeur fraîche pour la course de retour.